# St. Andrew’s Stadium
Das St. Andrew’s Stadium (durch Sponsoringvertrag seit Januar 2024 offiziell St. Andrew’s @ Knighthead Park nach der US-Versicherungs- und Rückversicherungsunternehmen Knighthead Annuity & Life Assurance) ist ein Fußballstadion in der englischen Stadt Birmingham. Der Fußballclub Birmingham City ist Eigentümer und Hauptnutzer. Es bietet 29.409 Zuschauern auf Sitzplätzen Platz.

## Geschichte
Das ursprüngliche Stadion wurde 1906 fertiggestellt, bot Platz für über 75.000 Zuschauer und wurde am 26. Dezember 1906 mit einer Begegnung der Football League First Division 1906/07 zwischen Birmingham City und dem FC Middlesbrough eröffnet. Während des Zweiten Weltkrieges wurde die Anlage schwer beschädigt und zu Beginn der 1950er-Jahre wieder aufgebaut. Im Oktober 1956 wurde mit einem 3:3-Unentschieden gegen Borussia Dortmund das erste Spiel unter Flutlicht ausgetragen. Von 1993 an wurde die Spielstätte komplett renoviert sowie modernisiert, unter anderem wurde es in eine komplette Sitzplatzarena umgewandelt. Nach Abschluss der Umbauten bot es knapp über 30.000 Besuchern Platz.
Wie eine einzige große Tribüne zieht sich das Tilton Road End mit dem Spion Kop um eine Längs- und eine Hintertorseite um das Spielfeld herum. Die zweite neue Tribüne, das Railway End, wurde im Februar 1999 eröffnet. Sie ist ein großer, zweirangiger Bau, der durch seinen schmalen Oberrang, die Olympic Gallery, ungewöhnlich erscheint. Diese ragt in den Luftraum über dem Unterrang hinein. Auch auf dieser Tribüne findet man eine Reihe Logen, hinter den oberen Sitzreihen des Unterrangs. Nur noch eine alte Tribüne (erbaut 1952) ist aus alten Zeiten verblieben: Der Main Stand entlang der Seitenlinie.
Von 2019 bis 2021 trug der Fußballclub Coventry City seine Heimspiele im St. Andrew’s Stadium aus.
Am 26. Januar 2024 wurde die Knighthead Annuity & Life Assurance neuer Namenssponsor des Stadions. Das Unternehmen zahlt im langjährigen Vertrag 29,7 Mio. Euro (25,4 Mio. Pfund Sterling) für die ersten drei Jahre. Das Stadion wird „St. Andrew’s @ Knighthead Park“ heißen. Das Trainingsgelände wird in „Knighthead Training and Academy Grounds“ umbenannt. Zudem wird eine Fanzone an der Haupttribüne des Stadions eingerichtet.

## Besucherrekorde und Zuschauerschnitt
Am 11. Februar 1939 traf Birmingham City in der 5. Runde des FA Cup 1938/39 vor der Rekordkulisse von 66.844 Zuschauern auf den FC Everton. In den Zeiten moderner Sitzplatzstadien versammelten sich zum Spiel der Premier League 2003/04 am 22. November 2003 gegen den FC Arsenal insgesamt 29.588 Besucher im St. Andrew’s Stadium.
- 2015/16: 17.603 (Football League Championship)
- 2016/17: 18.717 (EFL Championship)
- 2017/18: 21.042 (EFL Championship)
- 2018/19: 22.483 (EFL Championship)
- 2019/20: 20.412 (EFL Championship)